# Trópusi bikahangya

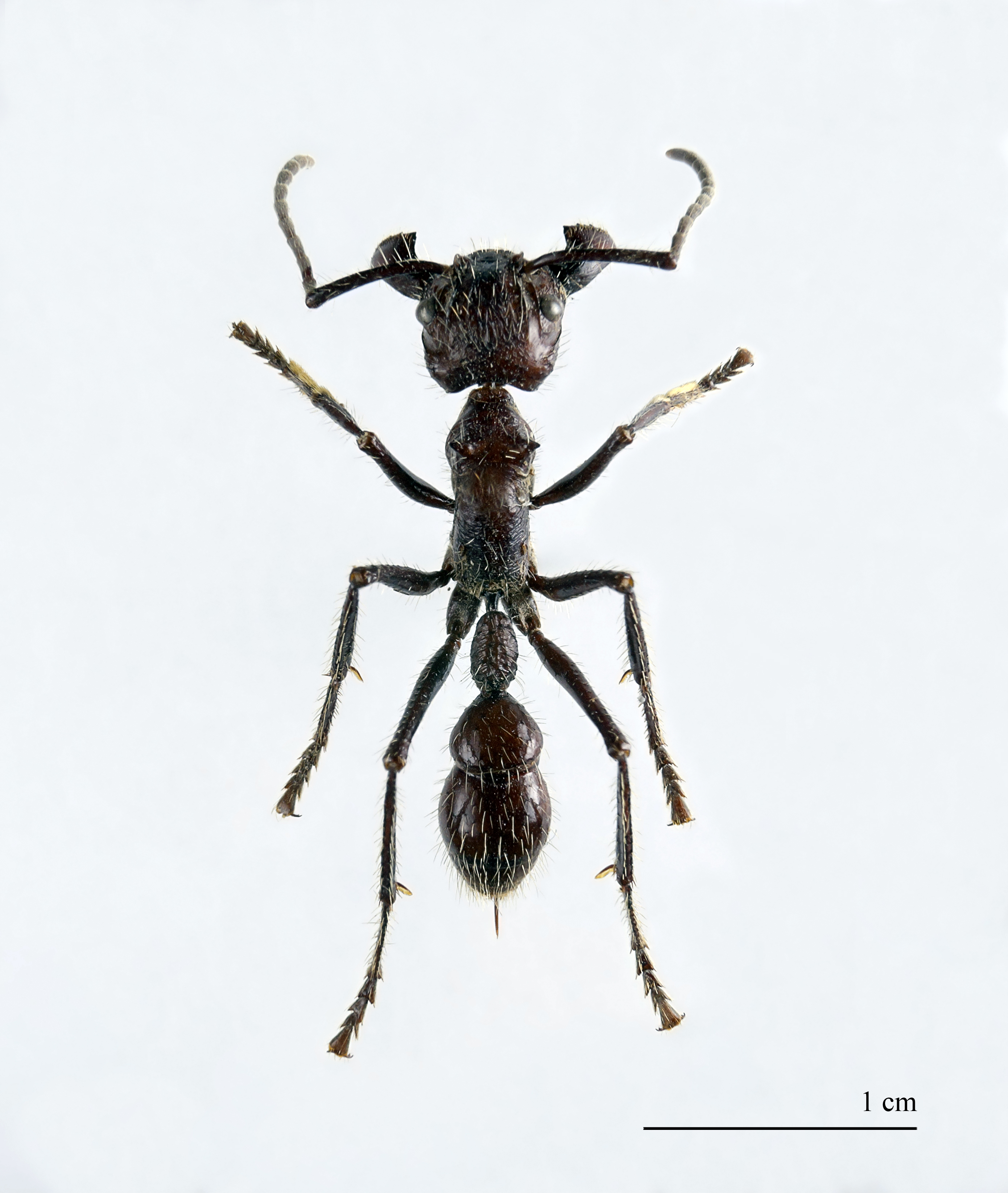
Trópusi bikahangya (Paraponera clavata) fölülnézetben

A trópusi bikahangya (Paraponera clavata) a hártyásszárnyúak (Hymenoptera) fullánkosdarázs-alkatúak (Apocrita) alrendjébe sorolt hangyák (Formicidae) családjában a bikahangyaformák (Paraponerinae) alcsalád egyetlen nemének egyetlen recens faja.

## Származásuk, elterjedésük
Az Újvilági faunabirodalomban endemikus, trópusi faj. A csapadékosabb területeken él Nicaraguától Uruguayig. A felföldekről és a magashegységekből hiányzik.

## Megjelenése, felépítése
Nagy termetű faj; a dolgozók kb. akkorák, mint egy lódarázs. Rágói erőteljesek. Viszonylag nagy összetett szemeivel kiválóan lát. Csípése rendkívül fájdalmas; szélsőséges esetben akár halálos is lehet.

## Életmódja, élőhelye
Élőhelye Dél-Amerika, legfőképpen a dzsungelek.